# Səadət Əliyeva

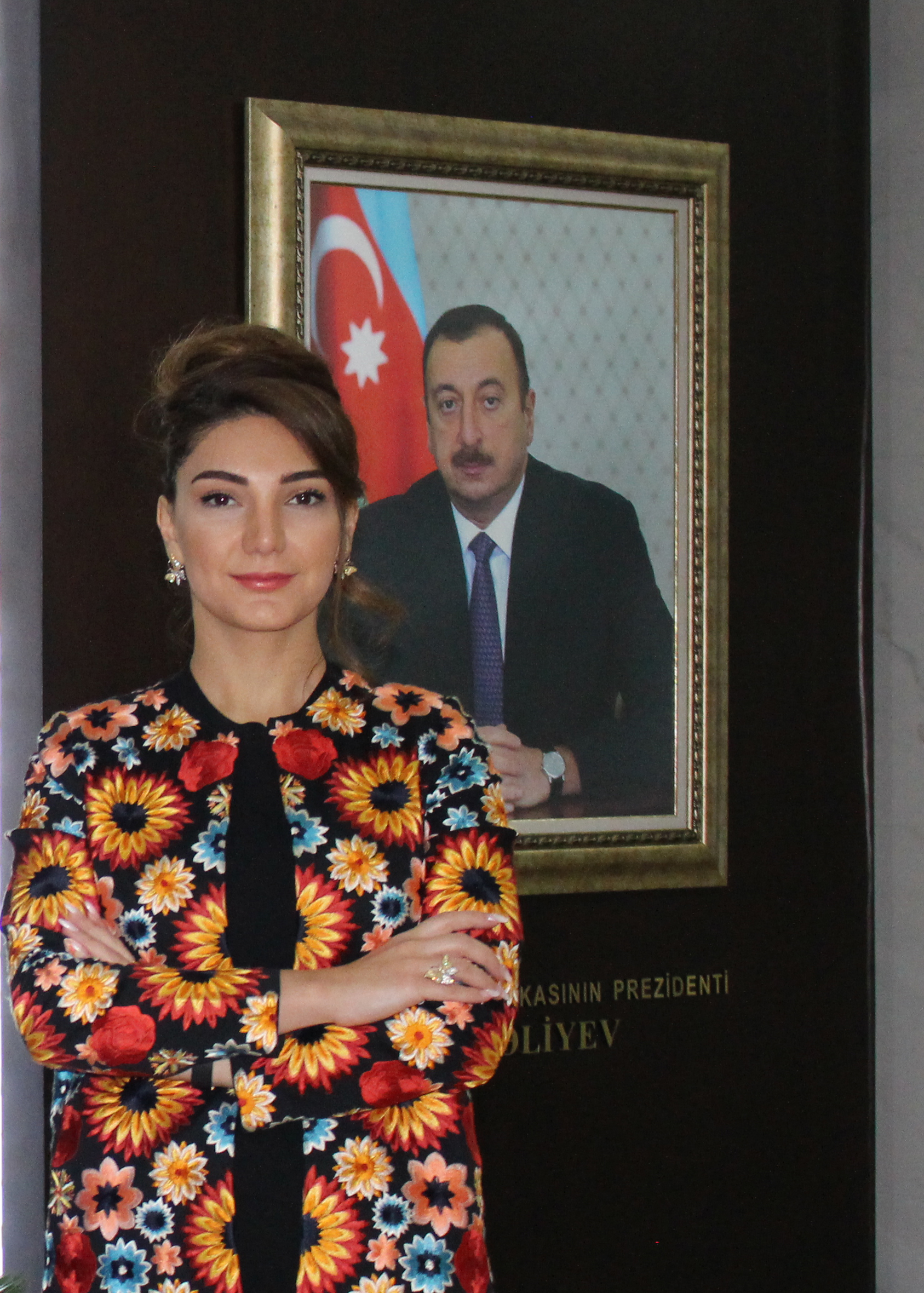
Saadat Aliyeva (2017)

Səadət Namiq qızı Əliyeva (* 13. September 1986 in Baku, Aserbaidschanische SSR) ist eine aserbaidschanische Wissenschaftlerin, Ph.D. in Philologie und Rektorin der Aserbaidschan-Universität.

## Leben
Səadət Əliyeva wurde am 13. September 1986 in Baku geboren. In den Jahren 1993–2001 besuchte sie das englischsprachige Nasireddin-Tusi-Gymnasium. Im Jahr 2004 absolvierte sie die Schule Nr. 144 des Bezirks Binagadi.
Im Jahr 2008 absolvierte sie mit Auszeichnung die aserbaidschanische Sprachuniversität mit einem Bachelor-Abschluss in Philologie (Englischlehrerin). Im Jahr 2011 schloss sie mit Auszeichnung das Masterstudium an der aserbaidschanischen Sprachuniversität in Linguistik (Englisch) ab. In den Jahren 2013–2017 studierte sie an der Aserbaidschan-Universität an einer Dissertation mit dem Fach Weltliteratur. Im Jahr 2017 verteidigte sie ihre Dissertation zum Thema Die Aspekte in der Entwicklung der britischen Kinderliteratur für einen Doktorgrad in der Philologie. Im Jahr 2023 wurde ihr dieser Grad verliehen.
Sie spricht Englisch, Deutsch und Russisch. Sie ist verheiratet und hat vier Kinder.

## Karriere
Səadət Əliyeva begann ihre Arbeitstätigkeit im Jahr 2008 an der Aserbaidschan-Universität. Sie arbeitete von 2008 bis 2009 als Laborassistentin im Sprachendepartement und von 2009 bis 2013 als Sprachlehrerin im selben Departement. Im Jahr 2012 beschäftigte sie sich mit der wissenschaftlichen Forschung am Ardingly College in England. Von 2013 bis 2017 arbeitete sie als stellvertretende Leiterin im Sprachendepartement. Seit dem 13. März 2017 ist sie Rektorin der Aserbaidschan-Universität.

### Wissenschaftliche Karriere
Die Hauptrichtung der Forschung von Səadət Əliyeva ist die britische Kinderliteratur. Sie ist Chefredakteurin der Zeitschriften İpak Yolu und Chaglayan und Mitglied der Redaktion der Zeitschrift Children’s Literature in Education Journal der Universität Middlesex.

### Bücher
- Britische Kinderliteratur (gemeinsam mit Ş. Halilli), Lehrbuch, Baku, 2018.[3]
- Robert Börns: das Gedicht, Die LiedBrücke und die Welt, die in die Wörter eingeschlossen ist. (gemeinsam mit Ş. Halilli) Lehrbuch, Baku, 2019.[4][5]
- Britische Kinderfolklore (gemeinsam mit Ş. Halilli), Lehrbuch, Baku, 2021.[6]

## Auszeichnungen
- Medaille "100 Jahre Staatliche Universität Baku (1919-2019)" durch den Auftrag des Bildungsministeriums, 2019[7]
- Im Auftrag des Bildungsministeriums „Abzeichen des Ausbildungsförderers der Republik Aserbaidschan“, 2021[8]